# Rancho Juárez, San Juan Mazatlán
Rancho Juárez är en ort i Mexiko.   Den ligger i kommunen San Juan Mazatlán och delstaten Oaxaca, i den sydöstra delen av landet, 500 km sydost om huvudstaden Mexico City. Rancho Juárez ligger 228 meter över havet och antalet invånare är 347.
Terrängen runt Rancho Juárez är huvudsakligen kuperad. Rancho Juárez ligger nere i en dal. Runt Rancho Juárez är det ganska tätbefolkat, med 52 invånare per kvadratkilometer. Närmaste större samhälle är Los Fresnos, 17,4 km norr om Rancho Juárez. I omgivningarna runt Rancho Juárez växer i huvudsak städsegrön lövskog.